# Heroes of Might and Magic (seria)
Heroes of Might and Magic (w skrócie HoMM) – seria komputerowych strategicznych gier turowych, osadzona w świecie fantasy. Prekursorami serii były gry King’s Bounty oraz Hammer of the Gods. Pierwsza gra z serii ukazała się w 1995 roku i do tej pory wydano łącznie siedem części, nie licząc dodatków.

## Seria Heroes of Might and Magic

### Główna seria
- Heroes of Might and Magic: A Strategic Quest – 15 czerwca 1995[1]
- Heroes of Might and Magic II: The Succession Wars – 1 października 1996[2]
  - Heroes of Might and Magic II: The Price of Loyalty – 15 kwietnia 1997[3]
  - Heroes of Might and Magic II: Desecrated Lands (nieoficjalny dodatek) – 1997[4]
- Heroes of Might & Magic III: The Restoration of Erathia – 3 marca 1999[5]
  - Heroes of Might and Magic III: Armageddon’s Blade – 30 września 1999[6]
  - Heroes of Might and Magic III: The Shadow of Death – 22 marca 2000[7]
    - Heroes of Might and Magic 3½: In the Wake of Gods (nieoficjalny dodatek) – 2001[8]
    - Heroes of Might and Magic III: Horn of the Abyss (nieoficjalny dodatek) – 31 grudnia 2011[9]
    - Heroes of Might and Magic III: Master of Puppets (nieoficjalny dodatek)
- Heroes of Might and Magic IV – 29 marca 2002[10]
  - Heroes of Might and Magic IV: The Gathering Storm – 24 września 2002[11]
  - Heroes of Might and Magic IV: Winds of War – 26 lutego 2003[12]
- Heroes of Might and Magic V – 16 maja 2006[13]
  - Heroes of Might and Magic V: Kuźnia Przeznaczenia – 14 listopada 2006[14]
  - Heroes of Might and Magic V: Dzikie hordy – 12 października 2007[15]
- Might & Magic Heroes VI – 13 października 2011[16]
  - Might & Magic: Heroes VI – Pirates of the Savage Sea (DLC) – 12 lipca 2012[17]
  - Might & Magic: Heroes VI – Danse Macabre (DLC) – 27 września 2012[18]
  - Might & Magic: Heroes VI – Cienie Mroku – 2 maja 2013[19]
- Heroes of Might & Magic III: HD Edition (remake) – 29 stycznia 2015[20]
- Might and Magic: Heroes VII – 29 września 2015[21]
  - Might and Magic: Heroes VII – Trial by Fire – 1 sierpnia 2016[22]
- Heroes of Might and Magic: Olden Era – II kwartał 2025[23]

### Spin-offyserii
- Crusaders of Might and Magic – 10 grudnia 1999[24]
- Heroes of Might and Magic I – 2000 (GBC)[25]
- Heroes of Might and Magic II – 2000 (GBC)[26]
- Seria Heroes Chronicles
  - Heroes Chronicles: Wojownicy Pustkowi – 27 września 2000[27]
  - Heroes Chronicles: Podbój Podziemi – 27 września 2000[28]
  - Heroes Chronicles: The World Tree – 29 września 2000[29]
  - Heroes Chronicles: The Fiery Moon – 13 listopada 2000[30]
  - Heroes Chronicles: Władcy Żywiołów – 15 listopada 2000[31]
  - Heroes Chronicles: Szarża Smoków – 15 listopada 2000[32]
  - Heroes Chronicles: Revolt of the Beastmasters – 1 czerwca 2001[33]
  - Heroes Chronicles: The Sword of Frost – 1 czerwca 2001[34]
- Heroes of Might and Magic: Quest for the Dragon Bone Staff – 12 stycznia 2000[35]
- Dark Messiah of Might and Magic - 24 października 2006[36]
- Heroes of Might and Magic Online – 30 maja 2008[37]
- Heroes of Might and Magic Kingdoms – 11 sierpnia 2010[38]
- Might & Magic: Heroes Battles – 12 listopada 2010[39]
- Might and Magic: Clash of Heroes – 1 grudnia 2009 (NDS)[40], 13 kwietnia 2011 (X360)[41], 14 kwietnia 2011 (PS3)[42], 22 września 2011 (PC)[43]
- Might & Magic: Duel of Champions – 18 grudnia 2012[44]

## Gry

### Heroes of Might & Magic
Pierwsza część serii została wydana w 1995 roku. Akcja gry toczy się w świecie fantasy (elementy science-fiction znane z serii Might & Magic zostały pominięte) zwanym Enroth. System rozgrywki stanowi rozwinięcie tego z King’s Bounty. Gracz może posiadać maksymalnie ośmiu bohaterów, którzy stanowią podstawę rozgrywki. Mogą oni odkrywać nowe tereny, zbierać zasoby i artefakty, odwiedzać różne lokacje, zajmować kopalnie, walczyć z potworami oraz wrogimi bohaterami, oraz podbijać wrogie zamki. Zarówno ruch bohaterem, jak i sama walka odbywają się w systemie turowym. Bohaterowie nie uczestniczą bezpośrednio w walce. Walczą posiadane przez nich jednostki (każdy bohater może posiadać maksymalnie 5 różnych typów stworzeń). Bohater może jedynie wspomagać swoją armię za pomocą magii.
Kolejnym elementem gry są zamki. Zamek służy głównie do rekrutacji bohaterów oraz jednostek. Początkowo do dyspozycji są tylko słabe jednostki, jednak dostateczna ilość zgromadzonych surowców pozwoli na wybudowanie siedlisk potężniejszych stworzeń. Można wybudować też inne budynki, jak na przykład gildię magów lub stocznię.
System magii jest nieco odmienny od występującego w kolejnych grach z serii. Bohaterowie nie posiadają jeszcze punktów magii. Każdego poznanego czaru mogą użyć dokładnie tyle razy, ile posiadają punktów wiedzy. Odnowić zapas mogą w gildii magów posiadającej dany czar lub też w napotkanej kapliczce.
Fabuła jest prosta. Czworo władców usiłuje podbić Enroth: lord Ironfist (Rycerz), lord Slayer (Barbarzyńca), Królowa Lamanda (Czarodziejka) i lord Alamar (Czarnoksiężnik). Kampania jest jedna, dla każdej z nacji różni się pozycjami startowymi na mapach oraz doborem ostatnich misji – każda z nich to ostateczna walka z jednym z przeciwników, czyli trzeba przejść 3 z 4 możliwych (nie walczy się przeciwko swojej nacji).

### Heroes of Might & Magic II: The Succession Wars
Druga część różniła się zmienionymi jednostkami i zamkami, a także fabułą. Całkowicie zmieniono np. wygląd i rozmiar wszystkich jednostek, budynki w zamkach. Była to również pierwsza część serii, do której wydano dodatki. Były to Price of Loyalty oraz Desecrated Lands. Ostatni zawierał edytory zapisów gry i prawdopodobnie dlatego nie ujrzał światła dziennego w Polsce. Część I i II wraz z dodatkiem Price of Loyalty są do kupienia w edycji HoM&M 2 Gold – dystrybutorem jest firma CD Projekt.

### Heroes of Might & Magic III: Restoration of Erathia
Kolejnej części z tej serii towarzyszy skok jakościowy grafiki, która uległa znacznej zmianie – większość została wyrenderowana z modeli trójwymiarowych, a nie narysowana jak w poprzednich częściach. Na mapie znalazło się więcej interaktywnych elementów, zaś sama kampania jest bardziej spójna i logiczna – chodzi o władzę w upadłym królestwie Erathii. Liczba miast zwiększyła się do ośmiu, samych zaś jednostek jest ponad 140. Grę w Polsce najpierw wydało Mirage, później Cenega Poland w pełnej lokalizacji, a potem CD Projekt. Gra doczekała się dwóch oficjalnych dodatków: Armageddon’s Blade i The Shadow of Death. W pierwszym z nich oprócz nowych kampanii znalazło się także nowe miasto, nowe jednostki neutralne, dwa nowe artefakty, wbudowany w grę edytor map losowych, nowi bohaterowie i kilka innych, drobnych udogodnień. W The Shadow of Death oprócz powyższych oraz kolejnego zestawu nowych kampanii i scenariuszy gracze dostali także nowe składane artefakty, nowe rodzaje terenów, nowych bohaterów i nieco drobnych zmian w stosunku do pierwotnej gry (np. „rażące fosy”). Ukazała się również modyfikacja In the Wake of Gods, która wprowadza liczne zmiany do gry, takie jak własny język skryptów, możliwość burzenia miast, dowódcy bohaterów, doświadczenie jednostek, wiele nowych potworów (w tym jednostki ósmego poziomu), nowe artefakty, lokacje, dekoracje, zasoby i inne. Ogromna większość z tych zmian jest dla gracza całkowicie opcjonalna. Wydano także osiem niewielkich, samodzielnych rozszerzeń do tej części Heroes of Might and Magic pod nazwą Heroes Chronicles.
Gra jest sprzedawana przez CD Projekt wraz z dwoma oficjalnymi dodatkami pod nazwą Heroes III Złota Edycja.

### Heroes of Might & Magic IV
Czwarta część gry wprowadziła znaczne zmiany. Przede wszystkim zlikwidowano tygodniowy werbunek, tj. istoty pojawiające się raz na tydzień. Niektóre stworzenia można werbować codziennie. Armia nie musi posiadać w oddziale bohatera (który w przeciwieństwie do poprzednich części cyklu sam jest jednostką i bierze czynny udział w walce), mogą występować w nim wyłącznie żołnierze, jednak taki oddział nie ma wtedy możliwości przejmowania wrogich i neutralnych struktur typu: kopalnie, miasta i siedliska jednostek. Są jednak pewne ograniczenia, na przykład: nie można mieć wszystkich stworzeń, na osiem możliwych (oprócz królestwa natury, gdzie jednostek werbować można 16 – 2 razy po 4 poziomy) da się dwa stworzenia poziomu pierwszego, ale po jednym z poziomów 2., 3. i 4. Grafika uległa znacznej poprawie, świat ukazany jest w rzucie izometrycznym. Stworzono 2 dodatki: Winds of War (Wichry Wojny) i The Gathering Storm (Nadciągająca Burza). Każda wprowadza nowe kampanie, artefakty i jednostki. Każdej frakcji przyporządkowana jest odpowiednia szkoła magii.

### Heroes of Might & Magic V
Firma 3DO ogłosiła bankructwo, a prawa do tytułu zostały odsprzedane firmie Ubisoft, która została wydawcą następnej części (na terenie Polski dystrybutorem został CD Projekt). Producentem zostało studio Nival Interactive. Jest to pierwsza część z pełną grafiką trójwymiarową. Pod względem filozofii i mechaniki gry twórcy zrobili krok w stronę części Heroes of Might and Magic III.
Producenci zdecydowali się na umieszczenie rozgrywki w zupełnie innym świecie, niż Antagarich z HoM&M III czy Axeoth z Heroes of Might and Magic IV – zastąpiono go całkowicie nowym światem nazwanym Ashan. Zmieniono również styl rysunków. Piąta część sagi stała się tytułem nieco odrębnym, lecz nadal mającym dużo wspólnego ze swoimi poprzedniczkami i zbierającego w Internecie i czasopismach wysokie oceny.
Polska premiera gry odbyła się 6 czerwca 2006. Wkrótce po rozpoczęciu roku 2007 został wydany oficjalny dodatek, a mianowicie Heroes of Might and Magic V: Kuźnia Przeznaczenia. W dodatku tym dodano nację krasnoludów, nowe kampanie i pojedyncze misje. Pod koniec 2007 roku doszedł kolejny, według Ubisoft ostatni oficjalny dodatek do gry o nazwie Heroes of Might and Magic V: Dzikie hordy. Dodatek wprowadził zmiany w rekrutacji jednostek: każdą jednostkę można było ulepszyć w jednym z dwóch kierunków (czego skutkiem było wprowadzenie nowych jednostek, będących alternatywnym ulepszeniem podstawowej), a po zakupie ulepszenie można było zmienić (płacąc jak za ulepszenie podstawowej jednostki w danym kierunku). Prócz tego wprowadzono niewielkie zmiany w grze oraz dodano ósmy zamek, w którym można znaleźć gobliny, orków, wywerny czy też cyklopów.

### Might & Magic: Heroes VI
Premiera szóstej części serii miała miejsce 13 października 2011 roku. Producentem zostało studio Black Hole Entertainment, a wydawcą Ubisoft.
Mechanika gry została nieco zmieniona w porównaniu do np. HoMM V: Po pierwsze miasta są dwuwymiarowe. Zmieniono jednostki miast. Doszedł nowy zamek wprowadzający do gry frakcję świątyni. Do gry wykonano trzy dodatki: Pirates of the Savage Sea, Danse Macabre i Shades of Darkness. Wszystkie wprowadzają nowe kampanie, dodatkowo trzeci dodaje nowy zamek – Loch i Mroczne Elfy. Wydarzenia z gry są kontynuowane w Might and Magic X: Legacy.